# Euphorbia herbstii
Euphorbia herbstii là một loài thực vật có hoa trong họ Đại kích. Loài này được (W.L.Wagner) Oudejans mô tả khoa học đầu tiên năm 1989.